# Dionigi (palatino)
Dionigi (in ungherese Dénes; in greco bizantino Διονύσιος/Dionysios; ... – dopo il 1184) è stato un nobile ungherese.
Fu palatino d'Ungheria nel 1184, bano di Slavonia tra il 1181 e il 1184, bano di Dalmazia nel 1183 e ispán di almeno tre comitati. In veste di comandante dell'esercito magiaro, combatté contro l'impero bizantino durante il regno di Stefano III d'Ungheria.

## Biografia

### Primi anni
Dionigi era probabilmente originario della porzione settentrionale del regno d'Ungheria. Ricoprì i primi incarichi politici sotto Géza II d'Ungheria ed è possibile che corrispondesse al Dionigi indicato come ispán nel comitato di Bodrog da un documento dalla dubbia autenticità del 1145. Un certo comes di nome Dionigi è menzionato in un documento di Géza II del 1146. Prima del 1162, Géza rimosse un tale chiamato Botus, un figlio di giovane età di Gab dal servizio dell'arcidiocesi di Kalocsa e lo prese al suo servizio per suo figlio coetaneo. Secondo una carta di Stefano scritta intorno al 1163 o 1164, Dionigi portò Botus alla corte del giovane principe su istruzione del monarca.

### Scontri con i bizantini
(Giovanni Cinnamo, Atti di Giovanni e Manuele Comneno)
Géza II morì nel maggio del 1162. Dionigi era un membro di quella fazione guidata dalla regina Eufrosina di Kiev e dall'arcivescovo Luca di Strigonio, che favorì l'incoronazione del quindicenne Stefano III, la cui legittimità fu contestata dai suoi zii Ladislao II e Stefano IV, entrambi appoggiati dall'imperatore bizantino Manuele I Comneno. Le truppe imperiali si prepararono a invadere l'Ungheria settimane dopo l'incoronazione di Stefano, ma diversi aristocratici accettarono Ladislao come "candidato di compromesso" per il trono ungherese. L'esercito di Stefano fu sconfitto a Kapuvár e Dionigi fu tra coloro che fuggirono dall'Ungheria in cerca di rifugio in Austria insieme a Stefano III nel luglio del 1162. Dionigi viene definito semplicemente comes (o ispán) nel 1162, quando Stefano emanò la sua unica carta reale conosciuta di quell'anno, forse durante il suo esilio o subito dopo il suo ritorno in Ungheria nella seconda metà del 1162. Stefano III radunò un esercito e lo aggiunse a mercenari tedeschi, sconfiggendo suo zio Stefano IV nel giugno del 1163. È plausibile che Dionigi avesse preso parte alle campagne militari, in base a quanto sostenuto da Giovanni Cinnamo, il quale affermò che Dionigi «aveva esperienza in molte guerre» prima del 1166. Fu Dionigi a creare un sistema di difesa lungo il basso Danubio al confine con l'Impero bizantino.

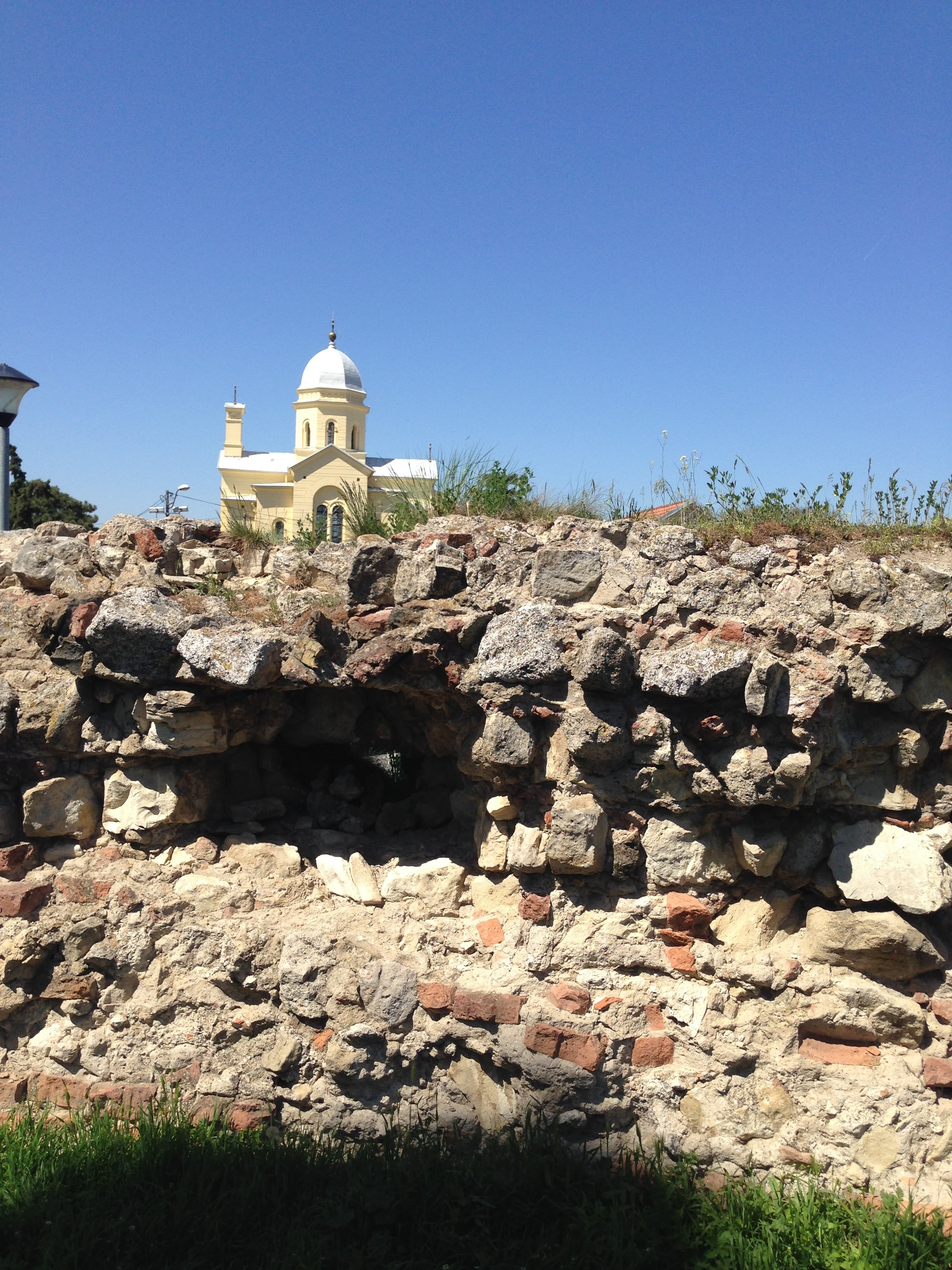
Le rovine della fortezza di Zemun (oggi in Serbia)

Sebbene Stefano III avesse difeso con successo il suo trono dall'intervento bizantino, fu costretto a rinunciare a Sirmio e alla Dalmazia in favore dell'imperatore Manuele dopo una campagna infruttuosa nel 1165. Per recuperare le province, un esercito ungherese sotto il comando di Dionigi irruppe a Sirmio nella primavera del 1166. Enrico di Mügeln racconta che Stefano III ordinò a Dionigi di recuperare Sirmio per Ungheria; al contrario, lo storico Paul Stephenson ha affermato che il re ungherese (che, con ampia verosimiglianza, non aveva motivo di sostenere la violazione del trattato di pace con Manuele) non fosse in grado di impedire «la rivolta dei suoi nobili scontenti». Dionigi e le sue truppe sconfissero il contingente romeo locale guidato dai generali Michele Gabras, governatore della provincia, e Michele Branas, rivali l'uno dell'altro, e occuparono l'intera provincia ad eccezione di Zimony (l'odierna Zemun, in Serbia). Lo storico bizantino Niceta Coniata narra che Denis assediò la fortezza di Zemun, ma le truppe bizantine in arrivo respinsero con successo l'attacco. Per rappresaglia, l'imperatore Manuele inviò delle armate contro l'Ungheria, responsabili di vari saccheggi in Transilvania. La campagna bizantina arrecò grande devastazione nelle aree orientali del regno d'Ungheria, costringendo Stefano III a cercare la riconciliazione ed Enrico II di Babenberg, duca d'Austria, mediò un armistizio. Nonostante ciò, dopo la campagna di successo di Dionigi, un altro capo militare ungherese, Ampud, invase la Dalmazia nell'autunno del 1166.
L'imperatore Manuele inviò un esercito a Sirmio con suo nipote e megaduca Andronico Contostefano come comandante e inviò la sua flotta a Zimony dopo la pasqua del 1167. Secondo Giovanni Cinnamo, Dionigi radunò un esercito di 15 000 uomini da trentasette comitati (erano presenti anche i loro ispán) con lui come comandante supremo, reclutando anche un numero non esiguo di forze alleate come mercenari, in particolar modo tedeschi [austriaci], come scrive Niceta Coniata. Entrambi i cronisti bizantini sottolineano l'eccessiva sicurezza di sé di Dionigi. Secondo Coniata, il nobile era «un uomo coraggioso che aveva spesso sconfitto le file nemiche e, vantandosi dei propri successi, marciavano con ampia arroganza» e quando l'esercito imperiale attraversò il fiume "Istros" (cioè il basso Danubio), egli «si vantò a gran voce che avrebbe raccolto ancora una volta le ossa dei Romani caduti in battaglia e avrebbe innalzato un tumulo sepolcrale per servire come trofeo, come aveva fatto in passato». Cinnamo narra che Dionigi era «pieno di coraggio e ordinò molto ironicamente agli Ungheresi di alzare le loro coppe e bere alla salute dei Romani». Il cronista tedesco del XIV secolo Enrico di Mügeln descrive Dionigi come un «cavaliere forte». Dionigi guidò i suoi uomini avanzando fino a Zimony, frammentandoli in tre divisioni in un'unica ampia linea di battaglia, con la fanteria schierata al centro e dietro la cavalleria, su cui gli ungheresi facevano chiaramente affidamento per l'efficacia del loro attacco. L'8 luglio 1167, i due eserciti si scontrarono nella battaglia di Sirmio vicino al forte lungo il fiume Sava. I bizantini, assistiti dalla flotta fluviale, conseguirono una vittoria decisiva, 2 000 uomini furono uccisi, mentre cinque ispán ungheresi insieme a 800 soldati finirono catturati. Dionigi fuggì a malapena dal campo di battaglia «con pochi superstiti», anche il suo scudo, l'armatura e il cavallo da guerra furono presi, quando l'esercito bizantino saccheggiò l'accampamento abbandonato del nemico.

### Anni successivi
Dopo la disfatta, Stefano III firmò un trattato di pace rinunciando al ducato composto da Sirmio, la Croazia, la Dalmazia e la Bosnia, che il padre aveva lasciato in eredità al fratello, Béla, che era stato inviato a Costantinopoli in precedenza. Nonostante il suo fallimento, Dionigi preservò la sua influenza nella corte reale. Tre carte reali lo definiscono comes tra il 1171 e il 1172 ed è possibile che servì come ispán del comitato di Bács, che si trovava al confine bizantino-ungherese lungo il basso Danubio, già nel 1171, sebbene solo una carta non autentica si riferisca a lui con questo titolo. Dopo la morte di Stefano III nel 1172, Dionigi, nonostante il loro precedente antagonismo durante le guerre bizantine, sostenne l'ascesa di Béla al trono ungherese, la cui legittimità era contestata dal fratello più giovane Géza. Dionigi fu nominato ispán del comitato di Bács prima del 1177. In quell'anno, Dionigi plausibilmente partecipò alle negoziazioni preliminari per concludere un trattato di pace a Venezia tra Federico Barbarossa e la filo-papale Lega Lombarda. Come risultato delle negoziazioni di Dionigi, Béla III e Federico iniziarono a stabilizzare le relazioni bilaterali tra l'Ungheria e il Sacro Romano Impero all'inizio del 1177. Dopo i colloqui, Cristiano, arcivescovo di Magonza (cancelliere di Federico) richiese al patriarca Ulrico di Treven per scortare Dionigi fino al confine austriaco.
L'imperatore Manuele morì nel settembre 1180, segnando l'inizio della lenta disintegrazione dell'impero romano d'Oriente. Nell'ambito della guerra bizantino-ungherese del 1180-1185, Béla III rioccupò la Croazia, la Dalmazia e Sirmio, insieme all'allora veneziana Zara senza combattere a cavallo tra il 1180 e il 1181. Il re ungherese intendeva riorganizzare l'amministrazione reale della provincia. Mantenendo la sua posizione di ispán del comitato di Bács, Dionigi fu nominato bano di Slavonia nel 1181. Le fonti lo identificano anche come "bano di Croazia e Dalmazia", poi "governatore delle coste marittime" nel 1183 (succedendo a Mauro Győr), e "bano delle province marittime" (in croato Primorje, in ungherese Tengermellék) nel 1184, testimonianze le quali avvalorano l'ipotesi che la sua giurisdizione si estendesse su tutta la Croazia e la Dalmazia, e la sua sovranità si estendeva fino al fiume Danubio. Secondo lo storico Gyula Kristó, i bani si occuparono dell'area tra i fiumi Sava e Drava nel periodo tra il 1167 e il 1180, dal momento che Dionigi assegnò un feudo situato nel comitato di Varasdino alla diocesi di Zagabria su ordine di Béla III nel 1181. La storica Judit Gál ha considerato che dopo che Béla recuperò la Dalmazia, i territori dell'Ungheria oltre la Drava confluirono inizialmente sotto un unico bano dopo il 1183, ovvero prima sotto Dionigi e poi sotto Kalán Bár-Kalán. Gábor Szeberényi sosteneva che il loro potere e la loro autorità avrebbero potuto assomigliare a quelli del duca di Slavonia. Stando a uno statuto, Denis giudicò una causa basandosi sul consiglio e sul contributo degli zupani della Slavonia. Il suo pristaldus (balivo) si riferiva a Dionigi come "suo signore" (dominus meus), quasi a segnare una sorta di evoluzione di una corte provinciale separata del bano in Slavonia e Croazia.
Succedendo a Farkas Gatal, Dionigi fu nominato palatino d'Ungheria nel 1184. In questa veste, Béla III lo delegò nell'organismo giudiziario, di cui erano membri anche il giudice reale Carena e il comes Achille, che sindacò la causa tra l'abbazia di Tihany e gli udvornici (gli uomini liberi del ceto medio del regno ungherese) di Strigonio, come confermato da un documento emesso dal capitolo collegiale di Albareale. Tibor Szőcs ha sottolineato che questo speciale mandato reale non collegava la dignità di corte di Dionigi. A Dionigi successe come palatino Tommaso al massimo nel 1185. Un atto reale dalla dubbia autenticità si riferisce a Denis come ispán della contea di Bács nel 1186. Il destino di Denis è sconosciuto, non aveva mogli o discendenti noti. Lo storico Attila Zsoldos ha affermato che è identico a quel signore omonimo, che servì come ispán nella zona di Sopron (1197) e poi ad Újvár (o Abaúj; 1198-1199), sotto Emerico d'Ungheria.